# 理查·舒爾茲
理查·伊文斯·舒爾茲（英語：Richard Evans Schultes，1915年1月12日—2001年4月10日），為美國哈佛大學生物學家以及民族植物學家，他對於美洲原住民在宗教與醫療上使用精神性植物有非常深入的研究，且由於他在民族植物學領域貢獻卓著而被視為現代民族植物學之父。

## 腳註
1. ↑  眾神的植物 （页面存档备份，存于），台灣，臺灣原住民族圖書資訊中心。